# Ґузоватка (Воломінський повіт)
Ґузоватка (пол. Guzowatka) — село в Польщі, у гміні Домбрувка Воломінського повіту Мазовецького воєводства.
Населення — 459 осіб (2011).
У 1975—1998 роках село належало до Остроленцького воєводства.

## Демографія
Демографічна структура станом на 31 березня 2011 року:
|          | Загалом | Допрацездатний вік | Працездатний вік | Постпрацездатний вік |
| -------- | ------- | ------------------ | ---------------- | -------------------- |
| Чоловіки | 233     | 64                 | 151              | 18                   |
| Жінки    | 226     | 45                 | 145              | 36                   |
| Разом    | 459     | 109                | 296              | 54                   |